# Fritz Kuhne
Fritz Kuhne (* 6. November 1894 in Lüdenscheid; † 24. August 1992 in Carthausen) war ein deutscher Lehrer und Schriftsteller.

## Leben
Kuhne war der Sohn eines Sattlermeisters und besuchte von 1901 bis 1909 zunächst die örtliche Volksschule, dann das Gymnasium. Anschließend absolvierte er zwischen 1909 und 1914 die Präparandenanstalt und das Lehrerseminar in Lüdenscheid. 1914 leistete er Kriegsdienst im Ersten Weltkrieg und wurde nach schwerer Verwundung aus dem Militär entlassen. Er war im  Zeitraum von 1915 bis 1939 Volksschullehrer an verschiedenen Schulen in Lüdenscheid und angrenzenden Ortschaften, und von 1939 bis zu seiner Pensionierung 1959 Realschullehrer in Lüdenscheid und Halver.
Schon in seiner Jugend schrieb Kuhne Gedichte und Kurzgeschichten für heimatkundliche Zeitschriften und Kalender, insbesondere in niederdeutscher Sprache. Er veröffentlichte auch volkskundliche Beiträge und beteiligte sich seit 1929 in Arbeitskreisen des Westfälischen Heimatbundes. Er schrieb auch Hörspiele über seine Geburtsstadt und das Sauerland. Besonders bekannt wurde sein Mundartspiel Dat Mäeken van Lünsche un de Schlange.
In der Sekundärliteratur wird Kuhnes Arbeit während des Nationalsozialismus kritisch betrachtet. Hierunter fallen insbesondere auch seine regimegläubigen Texte, die er im gleichgeschalteten Heimatkalender De Suerländer ab 1938 veröffentlichte, beispielsweise:

„Wir stehen am Anfang einer neuen Zeit, die uns alle neu bindet an Blut und Boden und uns damit Wege weist zu den wahren und echten Aeußerungen unserer Art. Die Sprache unserer Art ist die platte Sprache! Sie ist wert, daß wir sie bewahren und pflegen!“

## Auszeichnungen
- 1924: 1. Preis für die Fibel Gute Freunde... in einem Preisausschreiben des Westfälischen Lehrervereins
- 1968: Ehrenwappen der Gemeinde Halver für seine Tätigkeit als Ortsheimatpfleger
- 1969: Ehrentaler der Stadt Lüdenscheid für seine Mitarbeit am Buch der Bergstadt Lüdenscheid
- 1971: Wappenschild der Stadt Halver
- 1980: Rottendorf-Preis für Verdienste um die niederdeutsche Sprache
- 1980: Wappenteller der Stadt Halver
- Ehrenmitgliedschaft im Heimatbund des Märkischen Kreises

## Veröffentlichungen
Monografien (Auswahl)
- mit Paul Hörich: Meine Heimat. Eine Heimatkunde des Kreises Altena. Lehrer-Witwen- und Waisen-Kasse, Lüdenscheid 1923.
- mit Paul Hermens und Fritz Köhlhoff: Gute Freunde, von denen leicht und lustig zu lesen ist. Crüwell, Dortmund 1925.
- Leseerlebnis und erstes Lesebuch. Eine Begründung der inneren Geschlossenheit des Fibelinhaltes, eine Anleitung zum freien Schaffen im ersten Leseunterricht. Zugleich ein Wegweiser für den Gebrauch der Fibel „Gute Freunde“. Crüwell, Dortmund 1925.
- Molen un Liäsen. Plattdeutsche Fibel. Westfälischer Heimatbund, Altena 1960 (oder 1965).
- De soziale Froge. Bat sall uut Caatsen wäen. Roman. Bell, Halver und Westf. Heimatbund, Münster 1977.
- Handwieser plattdütsch liäsen. Zum Roman „De soziale Froge“. Bell, Halver 1977.
- Lechterstunne. En Liäsebauk füör alle gurren Frönne unser plattdütschen Sproke. Bell, Halver 1979.
- Der Kirchenstreit. Bell, Halver [1979].
- Rings ümme diän Christboum. En Liäsebauk ümme Chrisdagstied. Bell, Halver 1980.
- Das Geigenmännlein. Ein Jugendbuch. Heimatbuch für junge und alte Freunde des Märkischen Sauerlandes. Bell, Halver 1982.
- Heimat. Du mein Land. Gedichte. Bell, Halver 1984.
- W. Bleicher (Red.): Gedichte aus dem Nachlaß. Heimatbund Märkischer Kreis, Altena 1995.
- Plattdt. Fibel. Ohne Verlagsangaben.

Beiträge (Auswahl)
- Sprecht platt! in: De Suerländer. 1938, S. 120, Online.
- Wenn du zum letzten bereit bist. in De Suerländer. 1940, S. 51, Online.
- Dem Führer. in Der Sauerländer Heimatkalender. 1942, S. 5, Online.
- Teure Heimat – „Wenn Deutschlands Söhne fallen“ in: Der Sauerländer Heimatkalender. 1942, S. 39, Online.
- Düet un dat – alles op Platt. 16-seitige Kinderfibel. in: Lüdenscheider Nachrichten, 14. Juni – 15. Oktober 1950.
- De soziale Froge. Bat sall uut Caatsen wäen. Roman als Zeitungsserie. in: Allgemeiner Anzeiger, Halver, Nr. 54–105, 1956–1958.
- De Zirkusrütersche. Roman als Zeitungsserie. in: Allgemeiner Anzeiger, Halver, Nr. 154–276, 1968–1970.

Tonträger
- Plattdütsch im Jahreslaup, 1988, LP & MC.
- CD-Tondokumentation Mundarten, Märkischer Kreis, Bd. 1, 2008, CD.